# Manuel Lazzari
Manuel Lazzari, född 29 november 1993 i Valdagno, är en italiensk fotbollsspelare som spelar för Lazio. Han har även representerat det italienska landslaget.